# 諸戸北郎
諸戸 北郎（もろと きたお、1873年（明治6年）9月6日 - 1951年（昭和26年）11月1日）は、日本の砂防工学者、林学博士。東京帝国大学農学部林学科林学第四講座初代の砂防担当教授、東京帝国大学農学部長、東京帝国大学名誉教授。尚、人物事典等のフリガナに「きたろう」と記されているが、正式名は「きたお」である。
日本の近代砂防および後の森林水文学の第一人者として、研究、教育、技術指導に尽力し、その礎を築き、砂防の発展に多くの業績を残した。

## 人物
三重県桑名郡桑名町（現桑名市）で、父・諸戸清三、母・むらの長男として生まれた。親族に実業家、林業家の諸戸清六がいる。
1898年（明治31年）東京帝国大学農科大学林学科卒業後、大学院に進み、我国深山の利用法並びに治水事業と森林の関係について研究した。翌1899年（明治32年）に同大学助教授となり砂防工学、測量学等を担当。1900年（明治33年）林学第4講座（後の森林理水及び砂防工学研究室）設置後に、1901年（明治34年）に赴任したドイツ人 カール・ヘーフェル、1904年（明治37年）にオーストリアから招かれたアメリゴ・ホフマンとともに教育に当たる。
1909年（明治42年）1月、ウィーン農科大学(Hochchule für Bodenkultur in Wien)に「森林理水及び砂防工学の研究」を目的に留学し、当時世界で最先端を行っていたオーストリアの砂防学を学究した。1912年（明治45年）6月に帰国し、東京帝国大学農科大学教授となる。欧州留学で得た知見は、1915年（大正4年）から1921年（大正10年）にかけて執筆した『理水及砂防工学』全5編（三浦書店刊）にまとめるなど、日本の砂防学を体系化するとともに欧州の砂防技術を紹介した。
大学では、砂防の高等教育の基礎を固め、後進の育成を図るとともに、砂防・治山の工事現場において新たな技術の導入と技術指導を行った。
1922年（大正11年）森林理水学および砂防工学の研究と学生の実習地として、愛知県瀬戸市と犬山市にまたがる東京帝国大学農学部付属愛知演習林（現 東京大学大学院農学生命科学研究科附属演習林生態水文学研究所）の設置に尽力した。愛知演習林においては、量水堰堤を設置し、量水試験を開始するなど、森林水文学の必要性と研究の重要性を世に示した。1910年（明治43年）に東京市（現 東京都）が多摩川上流に設置した水源林における崩壊地対策の砂防・治山工事の計画立案、工事の指導を行った。1923年（大正12年）の関東大震災後は、膨大な数の崩壊地が発生した丹沢（神奈川県）で砂防・治山工事の指導を行った。1928年（昭和3年）静岡県新居町に愛知演習林新居試験地を設置し、飛砂被害を防止するための海岸砂防学研究の道を拓いた。
さらに1928年（昭和3年）には、砂防研究の情報交換や全国の砂防・治山技術者の技術力向上を目的とした砂防協会を創設して理事長となり、戦前唯一の砂防の専門誌『砂防』を創刊し、1944年（昭和19年）まで発行を続けた。1931年（昭和6年）6月～11月欧米視察へ、1934年（昭和9年）東京帝国大学を退官し、その後東京帝国大学名誉教授となる。
東京帝国大学退官後も、東京高等農林学校（現在の東京農工大学農学部）の講師として学生の教育に携わった。1938年（昭和13年）8月には自身の研究・教育の集大成として『諸戸砂防工学』（成美堂書店刊）を刊行した。晩年もその才気と情熱をもって、砂防工事をはじめとする国土保全対策が国の発展の礎であることを熱く語り、社会の安寧を祈りながら、1951年（昭和26年）11月1日 79歳で天寿を全うした。

## 略歴
- 1878年（明治 6年）9月6日　諸戸清三(増次郎)・むら夫妻の長男として桑名郡船町(現桑名市船馬町付近)において誕生
- 1878年（明治11年）3月29日　弟 由郎誕生
- 1878年（明治11年）11月11日　母 むら死去
- 1895年（明治28年）東京帝国大学農科大学入学
- 1898年（明治31年）東京帝国大学農科大学卒業
- 1898年（明治31年）東京帝国大学農科大学大学院入学
- 1898年（明治31年）7月15日　子どものいなかった、父方伯父の清吉(良吉)・みつ(みわ)夫妻の養子となり、家督相続する。
- 1899年（明治32年）東京帝国大学農科大学助教授
- 1902年（明治35年）4月15日　カクキューの早川休右衛門・りん夫妻の二女、知世と結婚
- 1902年（明治35年）12月28日　長男 元一誕生
- 1905年（明治38年）10月　長女 敏子誕生
- 1909年（明治42年）オーストリアに公費留学
- 1912年（明治45年）帰国後、東京帝国大学農科大学教授、林学第四講座（砂防講座）担任となる
- 1913年（大正 2年）林学博士号を取得[9]
- 1915年（大正 4年）内務省技師兼任
- 1917年（大正 6年）2月6日　二男元次死去
- 1921年（大正10年）臨時治水調査会臨時委員
- 1922年（大正11年）平和記念東京博覧会審査官
- 1927年（昭和 2年）実父清三の再婚相手、こと死去
- 1930年（昭和 5年）東京帝国大学農学部林学科主任
- 1930年（昭和 5年）9月16日　養母みつ(みわ)死去
- 1931年（昭和 6年）ヨーロッパ旅行・視察
- 1933年（昭和 8年）東京帝国大学農学部長
- 1933年（昭和 8年）10月12日　長男元一が、小瀧眞喜と結婚
- 1934年（昭和 9年）東京帝国大学退官。東京帝国大学名誉教授
- 1934年（昭和 9年）3月8日　妻知世死去
- 1934年（昭和 9年）9月20日　知世の妹で、早川休右衛門・りん夫妻の八女、ひで と再婚
- 1939年（昭和14年）1月13日　長女敏子の夫で、同じく東京帝国大学農学部の櫻井荘三(長野県出身。櫻井國平の弟。)が死去
- 1941年（昭和16年）11月25日　南青山から世田谷区上馬に引っ越す
- 1951年（昭和26年）11月1日(一説に14日)　死去

## 著作
- 『線路運搬法』諸戸北郎、1901年
- 『大日本有用樹木効用編：附・図説』大日本山林会、1903年
- 『簡易測量学（第1巻、第2巻）』三浦書店、1905年
- 『簡易測量学（第3巻、第4巻）』三浦書店、1906年
- 『測量家必携』三浦書店、1906年
- 『簡易測量学（第5巻）三角測量の実例』三浦書店、1907年
- 『測量教科書』三浦書店、1907年
- 『経緯距表』三浦書店、1908年
- 『木材の性質』三浦書店、1909年
- 『欧羅巴諸国ニ於ケル野渓留工事調査復命書』農商務省山林局、1915年
- 『理水及砂防工學　量水編』三浦書店、1915年
- 『理水及砂防工學　本編』三浦書店、1916年
- 『理水及砂防工學　工事編』三浦書店、1917年
- 『理水及砂防工學　設計及実例編』三浦書店、1919年
- 『理水及砂防工學　海岸砂防編』三浦書店、1921年
- 『諸戸測量學』成美堂、1931年
- 『諸戸砂防工學』成美堂書店、1938年
- 『諸戸測量学』成美堂、1941年

## 関連人物
- 赤木正雄
- アメリゴ・ホフマン
- 伊藤武夫
- カール・ヘーフェル
- 本多静六
- 村上恵二
- 諸戸清六